# کاترین ترسا
کاترین ترسا (به انگلیسی: Catherine Tresa)(زاده ۱۰ سپتامبر ۱۹۸۹) بازیگر، مدل هندی است.
از فیلم‌هایی که وی در آن نقش داشته‌است می‌توان به همراه دو زن، رودرامادوی، مرد عدالت، عشق من جانکی، من پادشاهم، من نخست وزیرم و والتیر ویرایا (۲۰۲۳) اشاره کرد.